# 综合国力
综合国力（缩写CNP），是中國提出来的一个政治概念，用于反映当今各个民族国家的一般国力。

## 概念定义
据报道，20世纪80年代以来，中华人民共和国一直积极讨论国家的综合实力。

### 计算
CNP的计算可以根据各种定量指标相结合，建立一个单一的数量来衡量一个民族国家的力量，这些指标考虑采取军事和經濟因素（称为硬实力）、文化因素（称为软实力，往往被重点讨论）。
印度联合服务机构（United Service Institution）的一本名为《综合国力——为印度做出的模范》（Comprehensive National Power- A Model for India）的新书，解释了CNP的计算方法，也用各种表格、图表和图解表达了计算公式。

## 政治用途
“综合国力”这个概念被广泛用于中国官方媒体的新闻报道和电视节目中，是中华人民共和国官方提出的当代重要政治思想。

## 各国得分和排名
西方的一些其他的研究评估表明，中国将能够在21世纪末追上甚至超过美国。然而，中国社科院最近几年的CNP预测认为，这个结果不太可能。

### 2015年
根据2015年中国社会科学院发表的综合国力评估，13个主要国家的综合国力排名如下：
| 排名 | 国家   | 得分  |
| ---- | ------ | ----- |
| 1    | 美国   | 91.68 |
| 2    | 日本   | 45.12 |
| 3    | 英国   | 33.91 |
| 4    | 俄羅斯 | 30.45 |
| 5    | 德国   | 29.62 |
| 6    | 法國   | 22.45 |
| 7    | 中国   | 18.55 |
| 8    | 加拿大 | 15.91 |
| 9    | 巴西   | 13.16 |
| 10   | 印度   | 12.97 |
| 11   | 義大利 | 11.11 |
| 12   |        | 10.95 |
| 13   |        | 9.54  |

### 以前
以下数据来自中国社科院，因此版权属于中国社会科学院。
| 排名 | 2003年 | 2006年 | 2006年得分 | 2009年 | 2009年得分 |
| ---- | ------ | ------ | ---------- | ------ | ---------- |
| 1    | 美国   | 美国   | 90.62      | 美国   | 604.732    |
| 2    | 日本   | 英国   | 65.04      | 日本   | 467.152    |
| 3    | 中國   | 俄羅斯 | 63.03      | 德国   | 395.272    |
| 4    | 德国   | 法國   | 62.00      | 加拿大 | 377.155    |
| 5    | 英国   | 德国   | 61.93      | 法國   | 369.031    |
| 6    | 法國   | 中國   | 59.10      | 俄羅斯 | 366.228    |
| 7    | 俄羅斯 | 日本   | 57.84      | 中國   | 359.670    |
| 8    | 挪威   | 加拿大 | 57.09      | 英国   | 347.195    |
| 9    | 加拿大 |        | 53.20      | 印度   | 337.235    |
| 10   |        | 印度   | 50.43      | 巴西   | 266.125    |

根据上面的排名和得分，中国的军事力量排名很多次比日本低。而且03年、06年、09年三次的数据，中国的排名依次降低。但以上只是中国社会科学院的意见，根据调查，在某些情况下中国的综合国力已经是继美国之后的第二大。